# Yim Tin Tsai, Tai Po
Yim Tin Tsai (kinesiska: 盬田仔) är en ö i Hongkong (Kina). Den ligger i den norra delen av Hongkong.